# Improphantes pamiricus
Improphantes pamiricus là một loài nhện trong họ Linyphiidae.
Loài này thuộc chi Improphantes. Improphantes pamiricus được Andrei V. Tanasevitch miêu tả năm 1989.